# Museu Arqueológico Regional Antonio Salinas

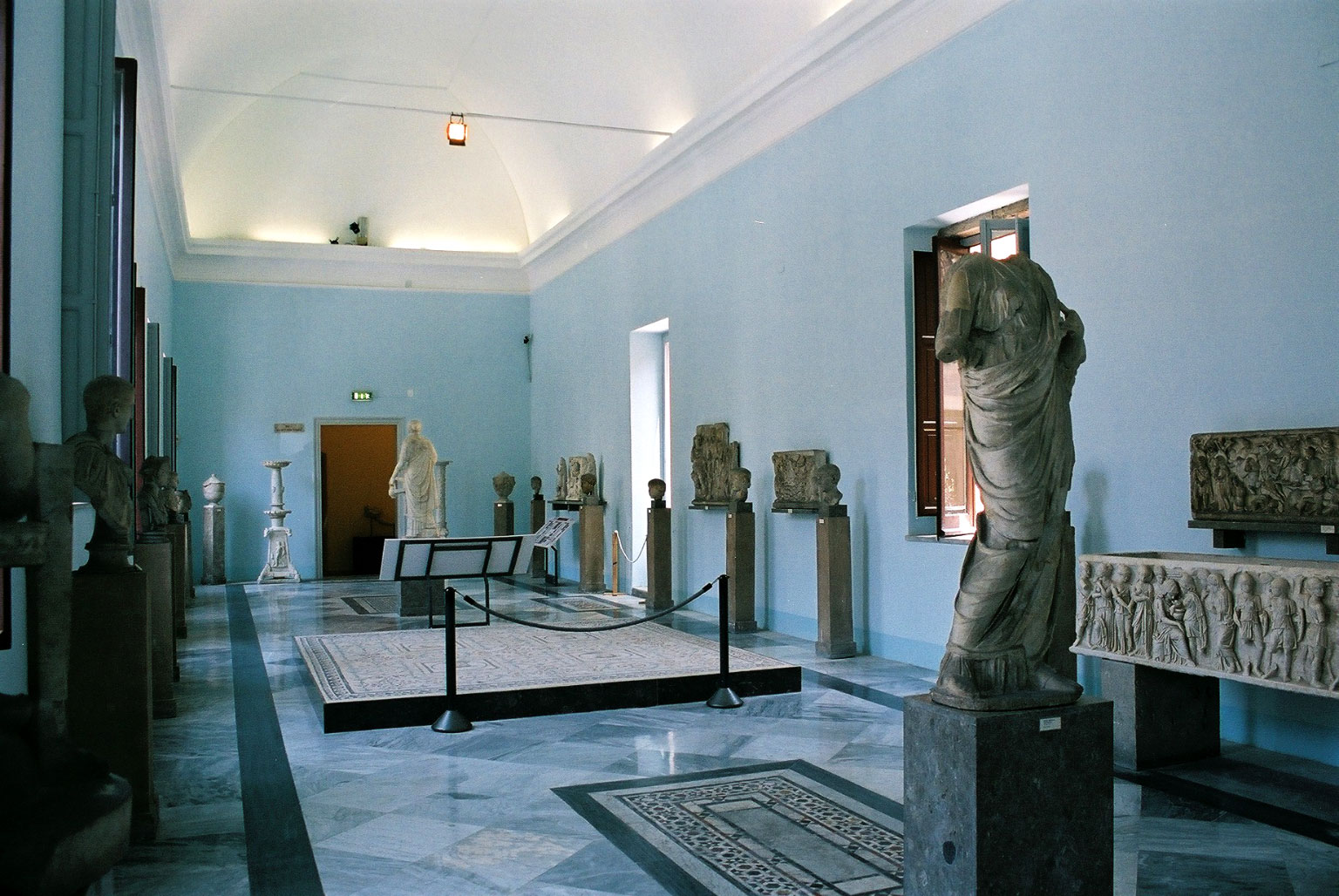
Vista de uma das salas do museu

O Museu Arqueológico Regional Antonio Salinas é um museu de Palermo, na Itália.
Seu prédio data do século XVI, projetado por Antonio Muttone para servir como residência dos padres da Congregação de São Felipe Neri, sendo terminado no século XVII. Com a supressão de ordens religiosas em 1866, o prédio foi transferido para a administração dos museus nacionais italianos, recebendo o primeiro núcleo de relíquias arqueológicas, uma doação da Universidade de Palermo. Então foi reformado e adaptado para o uso museal. Durante a II Guerra Mundial suas coleções foram removidas para outro local por medida de segurança, e o edifício sofreu sérios danos. Depois da guerra foi reestruturado e reaberto. O acervo compreende antiguidades fenícias, etruscas, greco-italianas, além de manuscritos, livros raros, selos, fotografias e moedas mais recentes.